# 第16回トロント映画批評家協会賞
16th TFCA Awards

2012年12月18日

作品賞: 

 ザ・マスター 
第16回トロント映画批評家協会賞は、トロント映画批評家協会が2012年の映画に贈る賞であり、2012年12月18日に結果が発表された。

## 受賞一覧
- 主演男優賞:
  - ドニ・ラヴァン - 『ホーリー・モーターズ』
  - 次点: ダニエル・デイ＝ルイス - 『リンカーン』、ホアキン・フェニックス - 『ザ・マスター』

- 主演女優賞:
  - レイチェル・ワイズ - The Deep Blue Sea
  - 次点: ジェシカ・チャステイン - 『ゼロ・ダーク・サーティ』、エマニュエル・リヴァ - 『愛、アムール』

- アニメ映画賞:
  - 『パラノーマン ブライス・ホローの謎』
  - 次点: 『メリダとおそろしの森』、『フランケンウィニー』

- 監督賞:
  - ポール・トーマス・アンダーソン - 『ザ・マスター』
  - 次点: キャスリン・ビグロー - 『ゼロ・ダーク・サーティ』、レオス・カラックス - 『ホーリー・モーターズ』

- ドキュメンタリー映画賞:
  - Stories We Tell
  - 次点: The Queen of Versailles、『シュガーマン 奇跡に愛された男』

- 作品賞:
  - 『ザ・マスター』
  - 次点: 『愛、アムール』、『ゼロ・ダーク・サーティ』

- 第1回作品賞（タイ）:
  - 『ハッシュパピー 〜バスタブ島の少女〜』
  - Beyond the Black Rainbow
  - 次点: 『キャビン』

- 外国語映画賞:
  - 『愛、アムール』・ オーストリア/ フランス/ ドイツ
  - 次点: 『ホーリー・モーターズ』・ フランス/ ドイツ、Tabu・ ポルトガル

- 脚本賞:
  - 『ザ・マスター』 - ポール・トーマス・アンダーソン
  - 次点: 『リンカーン』 - トニー・クシュナー、『ゼロ・ダーク・サーティ』 - マーク・ボール

- 助演男優賞:
  - フィリップ・シーモア・ホフマン - 『ザ・マスター』
  - 次点: ハビエル・バルデム - 『007 スカイフォール』、トミー・リー・ジョーンズ - 『リンカーン』

- 助演女優賞:
  - ジーナ・ガーション - 『キラー・スナイパー』
  - 次点: エイミー・アダムス - 『ザ・マスター』、アン・ダウド - 『コンプライアンス 服従の心理』、アン・ハサウェイ - 『レ・ミゼラブル』

- カナディアン作品賞:
  - Bestiaire
  - Goon
  - 『物語る私たち』